# Grande Baie
Ne doit pas être confondu avec Grande Baie (Guadeloupe).
La Grande Baie est un bras de mer situé au large des Bermudes. Elle domine le sud-ouest de l'archipel et forme un port naturel. Elle est partout délimitée par des îles, à l'exception du nord-est, où elle est ouverte à l'océan Atlantique.
Au sud de la Grande Baie, deux petites péninsules la sépare en deux plus petites parties, dont la plus méridionale est nommée Petite Baie. À l'Est, la largeur de la Grande Baie se rétrécit pour former le port de Hamilton, la capitale des Bermudes. L'agglomération de cette ville se situe au bord de la rive nord du port.
De nombreuses îles se trouvent au sein de la Grande Baie, la plupart dans la partie sud-est de celle-ci. Il s'agit notamment de l'île Darrell (en), l'île Hawkins, Long Island (en), l'île Marshall (en), l'île Hinson et l'île Watling.